# Leonardo Neves
Pour les articles homonymes, voir Neves.
 Leonardo Neves est un surfeur professionnel brésilien né le 29 octobre 1979 à Rio de Janeiro au Brésil et mort le 24 novembre 2019 à Saquarema au Brésil.

## Carrière

### Saison 2006
| Compétition        | Lieu   | Date       | Position |
| ------------------ | ------ | ---------- | -------- |
| Santa Catarina Pro | Brésil | 8 novembre | 33       |

### Saison 2007
| Compétition              | Lieu           | Date         | Position |
| ------------------------ | -------------- | ------------ | -------- |
| Quiksilver Pro           | Australie      | 11 mars      | 17       |
| Rip Curl Pro             | Australie      | 13 avril     | 9        |
| Billabong Pro Teahupoo   | Tahiti         | 14 mai       | 33       |
| Rip Curl Pro Search      | Chili          | 1er juillet  | 17       |
| Billabong Pro            | Afrique du Sud | 22 juillet   | 33       |
| Boost Mobile Pro of Surf | États-Unis     | 15 septembre | 17       |
| Quiksilver Pro France    | France         | 30 septembre | 17       |
| Billabong Pro            | Espagne        | 14 octobre   | 9        |
| Santa Catarina Pro       | Brésil         | 7 novembre   | 5        |

### Saison 2008
| Compétition               | Lieu           | Date         | Position |
| ------------------------- | -------------- | ------------ | -------- |
| Quiksilver Pro            | Australie      | 5 mars       | 9        |
| Rip Curl Pro              | Australie      | 29 mars      | 33       |
| Billabong Pro Teahupoo    | Tahiti         | 18 mai       | 33       |
| Globe WCT Fiji            | Fidji          | 6 juin       | 33       |
| Billabong Pro             | Afrique du Sud | 20 juillet   | 17       |
| Rip Curl Pro Search       | Mexique        | 10 août      | 33       |
| Quiksilver Pro France     | France         | 30 septembre | 33       |
| Billabong Pro             | Espagne        | 14 octobre   | 17       |
| Santa Catarina Pro        | Brésil         | 7 novembre   | 5        |
| Rip Curl Pipeline Masters | Hawaii         | 20 décembre  | 33       |